# Adenia pyromorpha
Adenia pyromorpha är en passionsblomsväxtart som först beskrevs av Joseph Marie Henry Alfred Perrier de la Bâthie, och fick sitt nu gällande namn av De Wilde. Adenia pyromorpha ingår i släktet Adenia och familjen passionsblomsväxter. Inga underarter finns listade i Catalogue of Life.